# The Sentinel (Heard- och McDonaldöarna)
The Sentinel är en klippa i Heard- och McDonaldöarna (Australien). The Sentinel ligger på halvön Laurens Peninsula på Heard Island.
Polarklimat råder i trakten. Årsmedeltemperaturen i trakten är −6 °C. Den varmaste månaden är februari, då medeltemperaturen är −1 °C, och den kallaste är augusti, med −10 °C.